# Heliconius sheppardi
Heliconius sheppardi är en fjärilsart som beskrevs av Brown och Benson 1977. Heliconius sheppardi ingår i släktet Heliconius och familjen praktfjärilar. Inga underarter finns listade i Catalogue of Life.